# Герб Віли-Нови-да-Баркіні
Ге́рб Ві́ли-Но́ви-да-Баркі́ні — офіційний символ містечка Віла-Нова-да-Баркіня, Португалія. Використовується як територіальний герб. У синьому щиті чорний рибацький човен із золотою щоглою, сидіннями, срібним вітрилом і червоним прапором. Він пливе праворуч у воді, зображеній двома срібними хвилястими смугами. Обабіч човна два золоті оливкові дерева з чорними плодами, під якими стоять срібні бочки зі чорними обручами. Щит увінчує срібна мурована містечкова корона з чотирма вежами.  Під щитом біла стрічка, на якій великими літерами напис португальською: «Vila Nova da Barquinha» (Віла-Нова-да-Баркіня).  Офіційно затверджений 2 квітня 1951 року.  

## Галерея

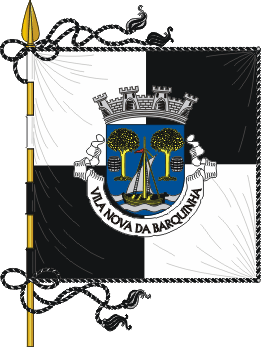
Прапор